# Timmarna (roman)
Timmarna (originaltitel: The Hours) är en roman från 1998 av den amerikanske författaren Michael Cunningham. På svenska kom en översättning 2000 av Rebecca Alsberg på Albert Bonniers förlag.
Romanen vann pulitzerpriset för skönlitteratur 1999.
Romanen filmatiserades 2002 i regi av Stephen Daldry med bland andra Meryl Streep, Nicole Kidman, Julianne Moore och Ed Harris i rollerna.